# Distretto di Puerto Bermúdez
Il distretto di Puerto Bermúdez è uno degli otto distretti della provincia di Oxapampa, in Perù. Si trova nella regione di Pasco e si estende su una superficie di 10.988,1 chilometri quadrati.
Istituito il 17 giugno 1958, ha per capitale la città di Puerto Bermúdez.